# 国際非政府組織
国際非政府組織（こくさいひせいふそしき、INGO: international non-governmental organization）とは、非政府組織（NGO）の概念を世界規模に拡大したものである。国際NGO（international NGO）ともいう。
NGOは政府から独立しており、特定の目標を持って政府に影響を与えることを目的とする「アドボカシーNGO」（advocacy NGO）と、サービスを提供することを目的とする「オペレーショナルNGO」（operational NGO）の2種類に分けることができる。NGOの任務の例としては、環境保全、人権推進、女性の地位向上などが挙げられる。NGOは一般的に非営利であるが、企業などからの寄付や会費により活動資金を得ている。多くの大規模なINGOでは、各国で協力して活動する運営プロジェクトやアドボカシー活動が組織されている。
「国際機関」(international organizations)という用語は、一般的には政府間組織（IGO）のことを指し、主権国家間の条約によって形成される国連や国際労働機関などが含まれる。これに対し、INGOは「政府間協定によって設立されていない国際的に活動する組織」と定義されている。
INGOには、カーネギー財団、ロックフェラー財団、ゲイツ財団、フォード財団などの民間フィランソロピーによって設立される場合もあれば、カトリック教会やルーテル教会などの既存の国際組織の補助組織として設立される場合もある。第二次世界大戦中に経済開発を目的としたINGOが急増し、その中には、SOS子供の村、オックスファム、カトリック救援事業会、国際ケア機構、ルーテル教会世界救援団のような後に大規模な組織になったものもある。INGOの数は、1990年の6,000件から1999年には26,000件に増加し、2013年の報告書では約40,000件と推定されている。
国内法の下での法人化は別として、INGOには現時点で正式な法的地位は存在せず、これが問題の原因となる可能性がある。

## 歴史
1910年、国際団体連合（UIA）は、政府の影響を受けずに外交的な意図を持つ国際組織に"super-national"（超国家的）の地位を与えることを初めて提案した。国際法協会(ILA)はこれを修正し、無利益のために結成された団体は、この"super-national"の地位を採用してもよいと付け加えた。

## 活動
一部のINGOは、開発途上国への救援・開発援助を主な活動としている。エイズの啓発、予防・治療、清潔な水の供給、マラリア予防などの健康関連のプロジェクトや、女子のための学校や図書の提供などの教育関連のプロジェクトは、その国の政府が提供していない社会サービスの提供に役立っている。国際NGOは、風水害や地震などの自然災害や緊急救援を必要とする危機に最初に対応する組織である。他にも、インターナショナル・ジャスティス・ミッションのように、司法制度をより効果的で合法的なものにするために活動している組織もある。また、マイクロファイナンスや教育を推進する団体のように、市民のエンパワーメントやコミュニティへの参加を奨励しながら、スキルや人的資本を開発することで、市民やコミュニティに直接的な影響を与えている団体もある。
一般的に、経済発展につながる国際開発援助の15%以上をNGOが占めている。2007年現在、過去30年間の援助（一部はINGOが貢献）は、底辺層の10億人の年間成長率を1%増加させたと推定されている。

## 批判
INGOが通常寄付によって運営されていることを考えると、その資金がどこへ行くのか、効率的に使われているのかということは、一般的な関心事である。高い管理コストは、非効率性や、受益者を犠牲にして職員が裕福になっていること、腐敗した公務員や独裁者に対して横領や資金の不正流用が行われていることの表れである可能性がある。INGOの資金がどこで・何のために使われているかについての説明責任を改善するために、これまでに数多くの試みが行われてきた。Charity NavigatorやGiveWellなどのウェブサイトは、INGOの管理費にいくら使われているのか、どのような活動にお金が使われているのか、寄付が有用かどうか、他の慈善団体や潜在的な活動と比較して費用対効果はどうかなどについての透明性を提供している。
もう一つの批判は、INGOの受益者の多くが、その活動に影響を与え、組織に説明責任を負わせる方法がないということである。慈善団体の中には、異文化コンピテンスに関連する問題を回避するためや、地元の状況に関する知識の欠如や賛同者がいないことによる意図しない結果を避けるために、地元のコミュニティの参加を募るものもある。
2015年3月、European Journal of International Relations（欧州国際関係学会誌）は、INGOが政府の意思決定に与える影響について、途上国の世界経済への統合を遅らせていると批判した。

## 著名な国際NGO

### 複数の分野にまたがるプロジェクト
- 国際オリンピック委員会
- アクションエイド（英語版）
- ADRA
- AIESEC
- CAFOD（英語版）
- 国際ケア機構（CARE）
- デニッシュ・レフュジー・カウンシル
- メルシー・コープス（英語版）
- オックスファム
- セーブ・ザ・チルドレン
- SOS子供の村
- ワールド・ビジョン

### 健康
- 赤十字国際委員会
- チャリティー:ウォーター（英語版）
- 国境なき医師団
- アイケア基金（英語版） (ECF)
- GAVIアライアンス
- 世界エイズ・結核・マラリア対策基金（グローバルファンド）
- ヘルスライト・インターナショナル（英語版）

### 子供と若年者
- コンパッション・インターナショナル（英語版）
- fimcap
- プラン・インターナショナル
- レッジョチルドレン基金（英語版）
- セーブ・ザ・チルドレン
- SOS子供の村
- ガールガイド・ガールスカウト世界連盟（英語版） (WAGGGS)
- 世界スカウト機構 (WOSM)
- ワールド・ビジョン

### 教育
- 欧州歴史教育者協会（英語版）
- リバティー・プロジェクト（英語版）
- オープンマインド・プロジェクト（英語版）

### 人権
- アムネスティ・インターナショナル
- ガーディアン・ガールズ・インターナショナル
- 英連邦人権イニシアティブ（英語版）
- Rettet die Naturvölker
- ヒューマニスツ・インターナショナル（英語版）
- 国際キリスト教コンサーン（英語版）
- 国際人権連盟
- サバイバル・インターナショナル（英語版）
- ヒューマン・ライツ・ウォッチ

### 環境
- グリーンピース
- 国際汚染物質廃絶ネットワーク
- 国際自然保護連合 (IUCN)
- 世界自然保護基金 (WWF)

### 多国間関係
- 全米国際姉妹都市協会 (SCI)
- 国際連合協会世界連盟

### 宗教
- fimcap
- ルーテル教会世界救援団（英語版）

### 科学技術
- 国際学術会議（ISC）
- 国際宇宙空間研究委員会（COSPAR）

## 関連文献
- Atack Iain 1998. "Four Criteria of Development NGO Legitimacy," in World Development 27(5), pp. 855–864.
- Collier, Paul 2007. "Aid to the Rescue?," in The Bottom Billion: Why the Poorest Countries are Failing and What Can Be Done About It, pp. 99–123. Oxford and New York: Oxford University Press.
- Haugen, Gary; Boutros, Victor (2010). “And Justice for All: Enforcing Human Rights for the World's Poor”. Foreign Affairs 89 (3):  51–62.
- Singer, Peter 2009. "How Can You Tell Which Charities Do It Best?," in The Life You Can Save, pp. 82–125. New York: Random House.